# 앙리 루소

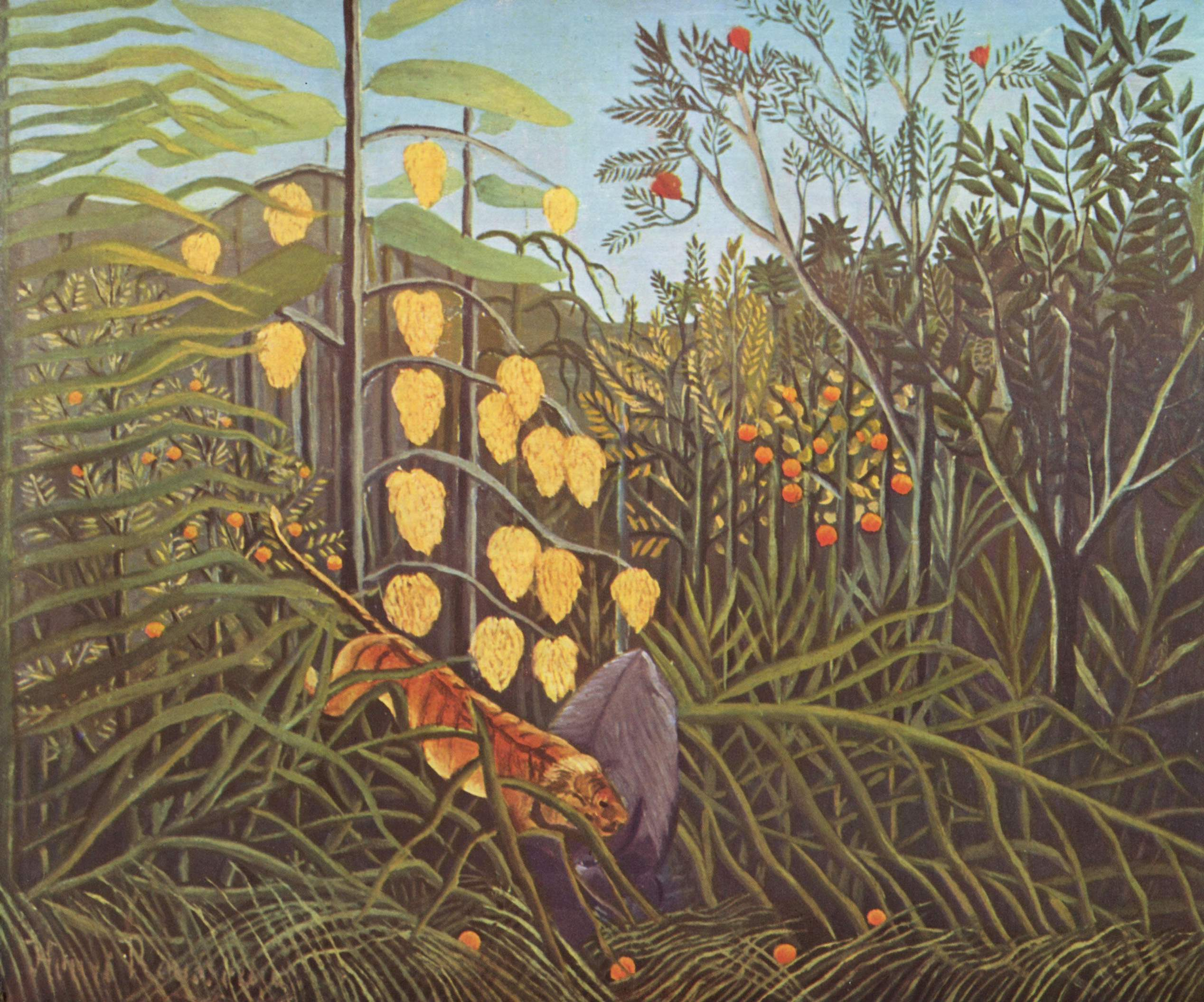
〈Combat de tigre et buffle〉, (호랑이와 버팔로의 싸움) 1891년.

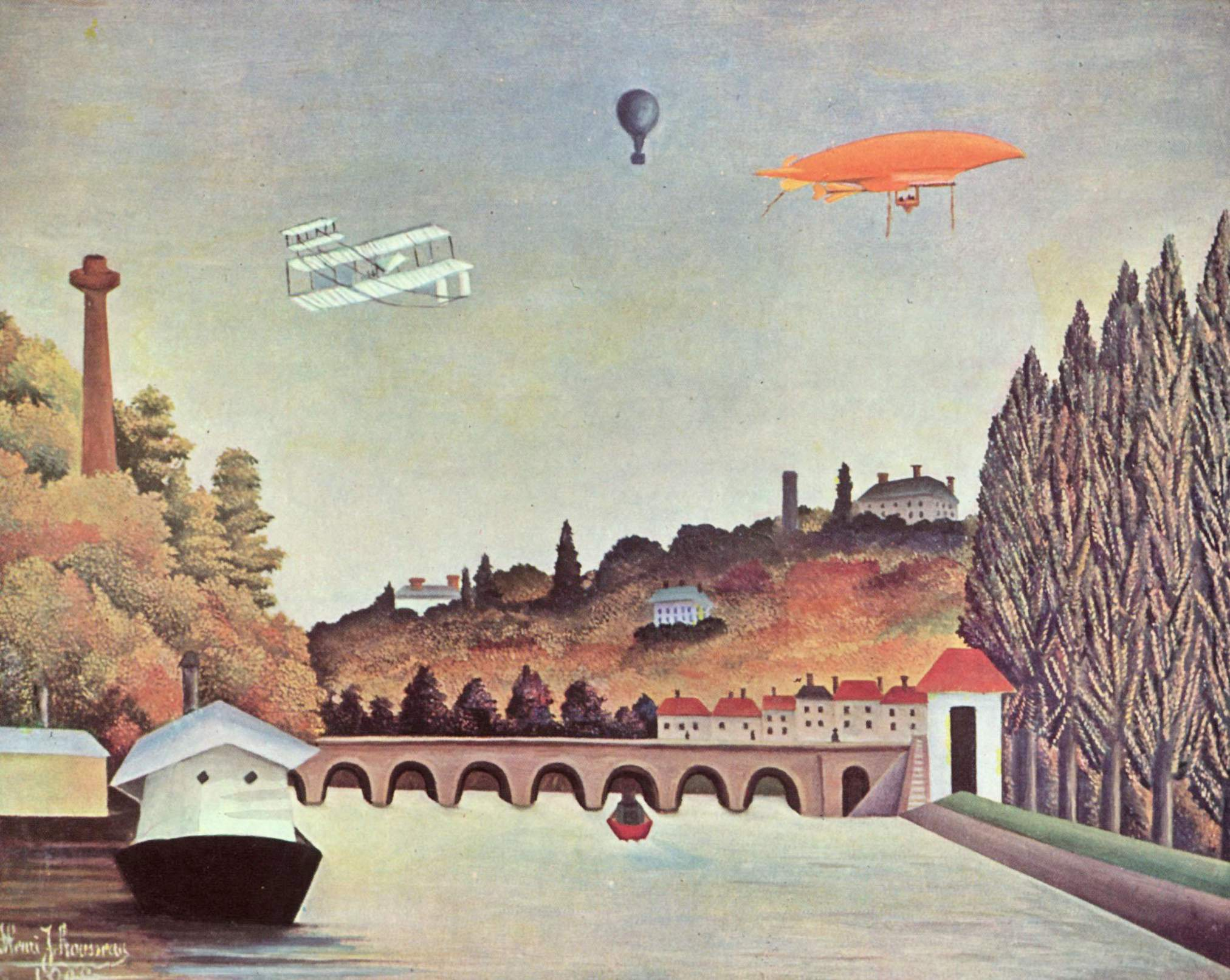
〈Vue du pont de Sèvres〉, (세브르 다리에서 바라본 광경)1908년.

앙리 루소(프랑스어: Henri Rousseau, 1844년 5월 21일 ~ 1910년 9월 2일)는 프랑스의 화가이다.
가난한 배관공의 자제로, 프랑스 마옌 데파르트망(Department) 라발에서 태어났다. 전문적인 미술 교육 없이, 파리 세관에서 세관원으로 근무하며 틈틈이 그림을 그리기 시작했다. 언제부터 어떠한 계기로 그림을 그리기 시작했는지 명확하지 않으나 30대 중반에 이미 환상과 전설, 원시성이 서식하는 이미지의 세계를 보여 주었다. 독학으로 주말마다 그림을 그렸기에 ‘일요화가’의 대명사로도 널리 알려져 있다. 그가 미술을 시작한 이 시기에 르 두아니에(Le Douanier:세관원)란 애칭을 얻게 되었다.
1885년부터 살롱 드 샹젤리제에 2점의 작품을 출품한 이후 1886년 이후는 앙데팡당전과 살롱 도톤에 출품하였다.
그의 작품은 초기에는 그가 독학으로 미술을 시작했다는 것과 어색한 인체 비례, 환상과 사실의 색다른 조합 등의 이유로 조소와 비난의 대상이 되었지만, 사후에 《경악(驚愕:숲속의 폭풍)》(1891) 《잠자는 집시》(1897) 《뱀을 부리는 여인》(1907) 《시인의 영감》(1909)과 같은 그의 그림은 참신성과 원시적인 자연스러움을 근거로 높이 평가되었다. 그의 원시림과 같은 원초적인 세계에 대한 동경과 환상성, 강렬한 색채는 현대예술의 거장 피카소, 아폴리네르 등에 영향을 크게 미쳤다고 알려져 있다.

## 성장 배경
그는 프랑스 마옌의 라발에서 태어나 고등학교를 퇴학당한후 법률사무소에 다니다가 절도죄를 저지르고 잠시 수감되기도 했다. 20세 때 지원병으로 육군에 입대하여 군악대에서 클라리넷 연주자로 근무, 안지애에 주둔한 51보병 연대음악대에서 복무했다.
군 복무 5년째 되던 해 부친이 사망하여 제대하였고, 파리에서 모친과 함께 살며 서기로 있다가 71년 첫 번째 아내 클레망스의 연고지에서 파리시 입시세관(入市稅關) 직원이 되었다. 이때 르 두아니에(Le Douanier:세관원) 루소 라는 별명 혹은 애칭을 얻게 된다. 이후 22년간 세관원 생활을 계속하다가, 49세가 되던 해에 그림만을 그리기 위해 스스로 나온다. 루소는 매달 받는 연금 50프랑만으로는 생활을 해나갈 수가 없어 공예 학교에 나가 소묘도 가르치고 그의 화실에서 아이들에게 음악과 그림을 가르치는 등 여러 가지 일에 종사했다.
루소는 가난했을 뿐만 아니라 가정적으로도 행복하지 못했다고 한다. 25세 때 10년 아래인 15세의 크레망스와 결혼하여 일곱 명의 아이를 낳았으나, 그 중 다섯 명이 죽고 크레망스마저 1888년 34세란 젊은 나이로 세상을 떠났다. 10여 년 동안을 부인 없이 지낸 루소는 55세 때인 1899년 미망인인 조세핀누와 재혼했는데 조세핀누 역시, 4년 후인 1903년에 사망하고 만다. 루소는 1890년에 그린 (나 자신, 초상 : 풍경)이란 작품 팔레트 뒷면에 이 두 여인의 이름을 써 넣어 먼저 간 크레망스를 추모하고, 재혼한 조세핀누의 건강을 빌었다.

## 본격적인 작품 활동의 시작

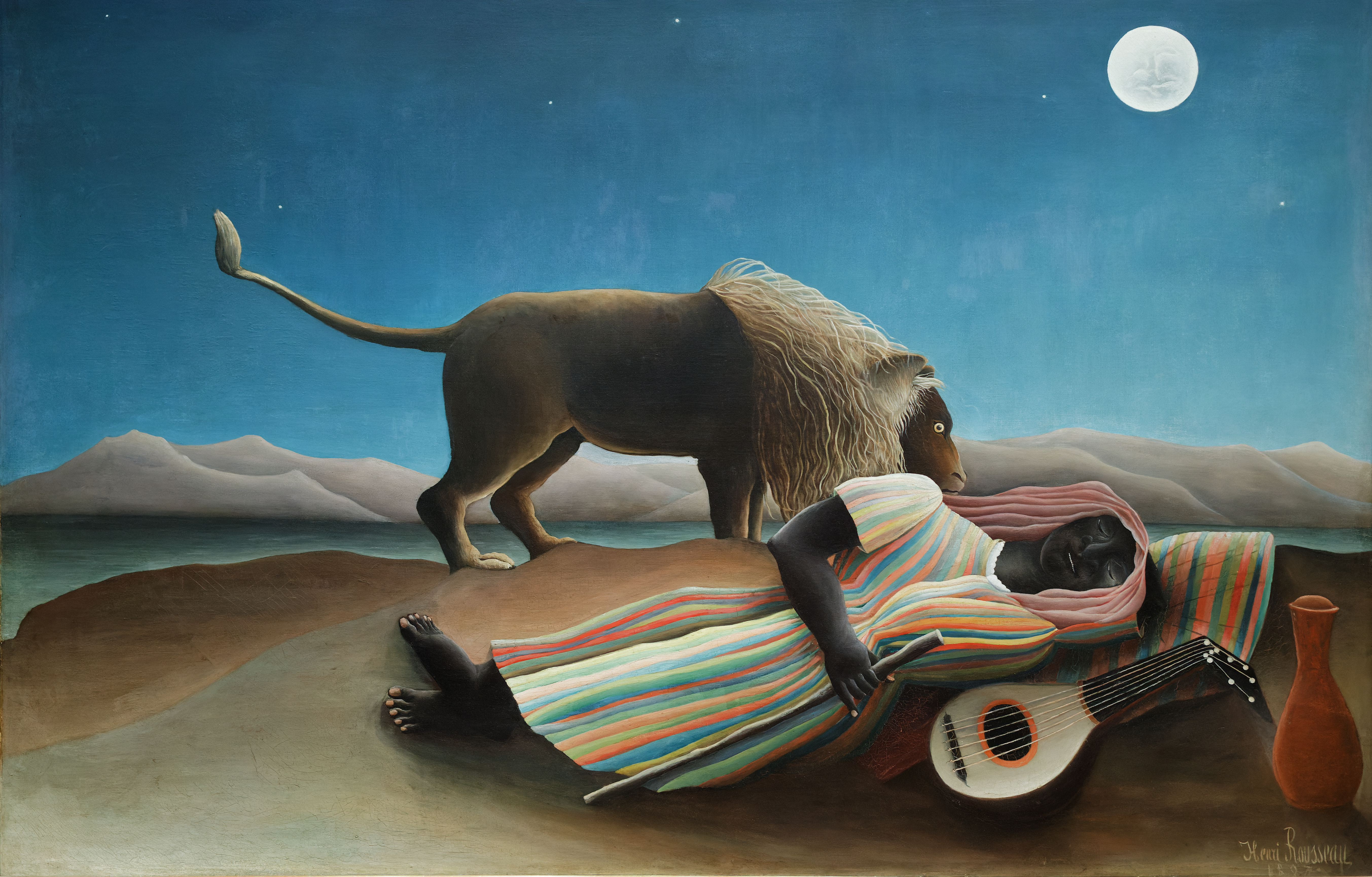
〈잠자는 집시〉, 1897년, 뉴욕 근대미술관 소장

1880년경부터 그림을 그렸다고 추정되는데, 당시의 관학파(官學派)인 제롬, 클레망 등을 존경하였다고 한다. 그의 작품 <행복한 콰르테트>(1902)는 제롬의 <순결>에서, 그리고 <잠자는 집시>(1897)도 제롬의 <두 사람의 왕>에서 힌트를 얻었다고 한다.
1884년 루브르 미술관에 나가 옛 대가들의 그림을 모사하였다. 그는 미술관에 의해 모사증을 받았는데, 이를 몹시 자랑스럽게 여겼다. 85년 이후부터는 열정적으로 전시회에 참여하는데, 살롱 드 샹젤리제에 2점의 작품을 출품한 것을 시초로 1905년부터는 3년에 걸쳐 계속 살롱 도톤에 출품하였다. 1886년부터는 앙데팡당전(展)에 출품했다. 앙데팡당전에의 출품은 1899년, 1900년 두 해를 제외하고는 죽을 때까지 계속되었다. 그때 고갱, 르동, 쇠라 등과 친교를 맺었다. 93년에는 세관을 퇴직하고 가난한 연금생활에 보탬이 되도록 아이들에게 음악과 그림을 가르치는 사숙(私塾)을 개설, 가르치면서 그림에 전념했다.
이듬해인 94년 앵데팡당전에 출품한 《전쟁》(파리 오르세미술관)은 최초의 대표작품이 되었으며, 97년의 《잠자는 집시》(뉴욕 근대 미술관)로 이어졌다. 루소가 그리는 주제는 파리지앵의 일상생활·초상·정물 등 여러 방면에 걸쳐 있었지만 가장 루소적인 세계가 되는, 이국정서성, 신비적 상징성에 가득 찬 밀림을 주제로 하는 작품은 1903년의 《호랑이에게 피습당한 척후(斥候)》에서 시작되며, 1907년의 걸작 《뱀을 다루는 여자》로 전개되었다.
이들 작품에는 순진무구한 정신에 의해서 포착한 소박한 영상이 참신한 조형질서에 따라 감동적으로 나타나 있어, 현대의 원시적 예술의 아버지라 불릴 수 있는 하나의 전형(典型)을 엿볼 수 있다. 이 시기에 재혼한 조세핀을 잃었고, 여전히 빈곤 속에 지내면서 괴로운 사랑의 연속, 환(換)사기사건에 말려들어 재판을 받는 일들이 있었으나 시인 아폴리네르를 비롯해서 R.들로네·P.피카소 등과 알게 되었고, 후에 소박파라는 명칭으로 일요화가들을 세상에 소개하게 된 비평가 W. 우데 등과도 알게 되었다.
《시인에게 영감을 주는 뮤즈(1909, 바젤 미술관)》는 아폴리네르의 호의있는 주문에 의해 제작되었다. 아폴리네르와 그의 애인 마리 로랑생을 그린 이 그림은 아폴리네를 루소를 돕기 위해 무려 5만 프랑을 지불했다고 전한다. 피카소 등의 호의는 단순히 인간미 있는 노화가(老畵家)에 대한 선의에서 뿐만이 아니라 사물을 단순화하여, 명확하고 구성적인 구도를 가진 루소의 세계에서 20세기가 필요로 하는 소박함과 큐비즘에 통하는 명확성을 인정했기 때문이라고 생각된다. 그의 작품은 사실과 환상을 교차시킨 독특한 것이어서 초기에는 사람들의 조소를 받았다. 1905년경부터 피카소, 아폴리네르, 우데 등이 그의 작품에 주목하여 평가하기 시작하였으나, 그에 대한 실질적인 평가는 그의 사후에 이루어졌다. 루소는 발의 괴저(壞疽)로 인해 파리의 자선병원에서 죽었다.

## 다른 예술가와의 교류
1907년 독일의 비평가 우데(Ude)가 그에 관한 최초의 논문을 발표하면서 그의 존재가 인정되었다. 루소는 그의 인간성과 뛰어난 재능을 인정받아 당대의 시인, 문필가, 평론가, 등 예술계의 인물들과 광범한 교우관계를 가졌는데 특히 《유피 王》의 작가로 명성 높은 시인 알프레트 쟈리와는 동향이어서 맨 먼저 알게 되었고 그의 소개로 상징파의 이론가 구르몽을 만나게 되어 상징파의 전위적인 문학지 「리마제」에 삽화를 그리게 되고 이 삽화가 모멘트가
되어 《전쟁의 여신》이란 걸작을 남기게 되었다. 또한 루소는 시인 아폴리네르와 친근한 관계를 유지했는데, 아폴리네르와 그의 애인 마리 로랑상을 그린 《시인에게 영감을 주는 뮤즈》는 아폴리네르가 루소를 돕기 위해 이 그림을 주문했고 화료도 무려 5만 프랑을 지불했다고 전해지고 있다.

## 피카소와의 조우
그동안 소박하고 서툰 아마추어 화가로만 평가받았던 루소가 빛을 보게 된 계기는 1908년에 피카소에 의해 높은 평가를 받고, 다른 예술과들과 공감을 형성하면서부터이다. 피카소는 그가 자주 이용하던 골동품 가게에서 루소의 《부인상》을 사 왔고, 이를 축하하기 위해 당시 신진 화가들이 모여 살던 바드라 아파트에서 '루소의 밤'을 개최하였다. 이때 그의 인간됨과 예술이 찬양되었고 그의 작품세계가 인정받을 수 있었다.
전해지는 이야기에 따르면 루소는 모자를 쓰고 작고 값싼 바이올린을 들고 와서, 자작곡 '구로셋'을 연주하였다고 한다. 그는 자작곡 '크레망스'(죽은 첫 부인의 이름)를 연주했다. 또한 아폴리네르가 루소를 위한 즉흥시를 지어 바쳤는데, 초대된 각계의 많은 예술가들이 루소에게 호의를 보냈다. 이는 상대방에게 호감을 주는 루소의 성격과, 예술적 순수성 및 열정을 보여준다.

## 작품 평가
오늘날 루소를 환상적인 천재로, 또는 입체파의 선구자적인 존재로 기록하는 이유는 그의 회화에서 볼 수 있는 환상과 전설, 그리고 단순화된 형태와 기하학적인 구성에 연유한다. 그의 그림은 전문적인 기교보다는 소박하고 순수한 열정을 통해 원시적인 세계를 환상에 기반해 제시했다는 점에서 서투름과 투박한 뒤에서 역설적이게도 숭고한 신비로움을 준다. 19세기 말엽과 20세기 초 사이에 일어난 기존 가치관의 전도와 새로운 가치 기준, 새 질서에의 욕구 의지는 급속한 템포로 예술 분야의 변혁을 촉구했고, 특히 유럽의 정신 세계는 세기말적인 ‘**주의(-ism)의 과잉', '사상의 혼돈'이 찬양되는 시기였다.
이러한 시대적 상황과 맞물려 루소의 어린이 같고 환상적인 화풍은 회화사의 새로운 시도로 평가될 수 있었다. 그의 그림은 전반적으로 사실주의 기법과 닮아 있으나 실제로 화폭을 면밀히 들여다 보면 인물의 신체 비례는 너무나 어색하고 과장되어 있고, 등장하는 동식물 또한 자연과 닮아 있지 않아 오히려 추상적 형태보다 환상성을 더욱 자극하기도 한다. 예컨대 그는 우거진 나뭇잎이나 밀생하는 풀을 표현하는 데 있어서도 커다란 잎사귀 몇 개를 그려 우거진 나무로 표현하였고 풀의 모양에 있어서도 실제의 형태와 전혀 다른 것으로 그렸다. 열대의 밀림에 신비롭게 된 꽃도 루소 자신이 만든 창조물이며, 거기에 배치되는 하나하나의 장면도 루소의 공상 속에서 만들어 낸 것이다. 루소가 그린 밀림 지대에는 건조한 초원에서 서식하는 사자가 살고 있고 미녀가 숲속에서 나체로 드러누워 있는 것으로 보아, 밀림의 생태적인 현장은 전혀 고려하지 않고 그의 머리에 떠오른 상념 속의 열대 밀림을 창작했음이 분명하다. 실제로 어느 미술 사학자가 미국의 저명한 식물학자에게 루소가 그린 열대 식물의 진/부 감정을 위촉한 결과 실존하는 식물과 꼭 같은 것은 하나도 없다고 회답해 왔다고도 한다.

## 소박파
루소와 같은 일련의 아마추어 화가들을 가리켜 소박파라 부르는데 소박파는 야수파나 입체파와 같이 이념을 공감하는 화가들이 모여 회화운동을 하는 것도 아니고 하나의 목표를 설정하여 작품 활동을 하는 것도 아닌 본질적으로 앙데팡당(independent:독립)적인 화가들이다. 미술 평론가 등에 의해 소박파들의 존재가 미술 사상 하나의 경향으로 묶여졌으나, 여기에 속하는 화가들은 처음부터 화가의 길을 택하지 않고 다른 일에 종사하면서 취미삼아 틈틈이 제작했고 직장을 떠난 후부터 본격적으로 자기의 세계를 나름대로 표현한 화가들이었다.
고갱이나 고흐도 아마추어 화가 출신인데 이러한 작가들의 세계가 20세기 초두에 와서 크게 클로즈업 되었고 그 중 몇몇 소인 화가는 세계적인 작가로 평가받게 되었다. 루소는 이들 중에서 대표적인 화가의 한 사람으로서 앞서 지적한 바와 같이 어느 때부터 그림을 그리기 시작했는지는 확실치 않으나 일요화가와 같이 취미로만 그리지 않은 것만은 사실이다.

## 루소에 관한 서적
- 앙리 루소 (붓으로 꿈의 세계를 그린 화가, 내 손안의 미술관 10) Henri Rousseau : die schlafende Zigeunerin), 안젤라 벤첼 저, 노성두 역 랜덤하우스코리아(랜덤하우스중앙) 2006.12.20

- 앙리 루소-BASICART SERIES 34 , 코르넬리아슈타베노프저, 이영주 역 마로니에북스 2006.11.15

- André Salmon, Henri Rousseau dit Le Douanier, Éd. Georges Crès, 1927.

- A. Basler, Henri Rousseau, sa vie, son œuvre, Librairie de France, 1927.

- Pierre Courthion. Henri Rousseau, le Douanier Éditions Albert Skira. Cette édition de 1944 comporte quelques erreurs dans la biographie du Douanier.

- Wilhem Uhde, Cinq maîtres primitifs - Rousseau - Louis Vivin - Camille Bombois - André Bauchant - Séraphine de Senlis, traduction de l'allemand par Mlle A. Ponchont, préface de Henri-Bing-Bodmer. Librairie Palmes - Philippe Daudy, éditeur, 1949.

- Henri Rousseau dit « Le Douanier » 1844-1910 - Exposition de son cinquantenaire - Galerie Charpentier, Paris, Galerie Charpentier 1961

- Henry Certigny, La vérité sur le Douanier Rousseau. Plon. 1961.